# Рајчић
Рајчић је словенско презиме које се може односити на следеће особе:
- Александра Рајчић (1996), српска уметничка гимнастичарка
- Марина Рајчић (1993), црногорски рукометни голман